# Pietro Costa
Pietro Costa (* 29. Juni 1849 in Celle Ligure; † 18. April 1901 in Rom) war ein italienischer Bildhauer.

## Leben

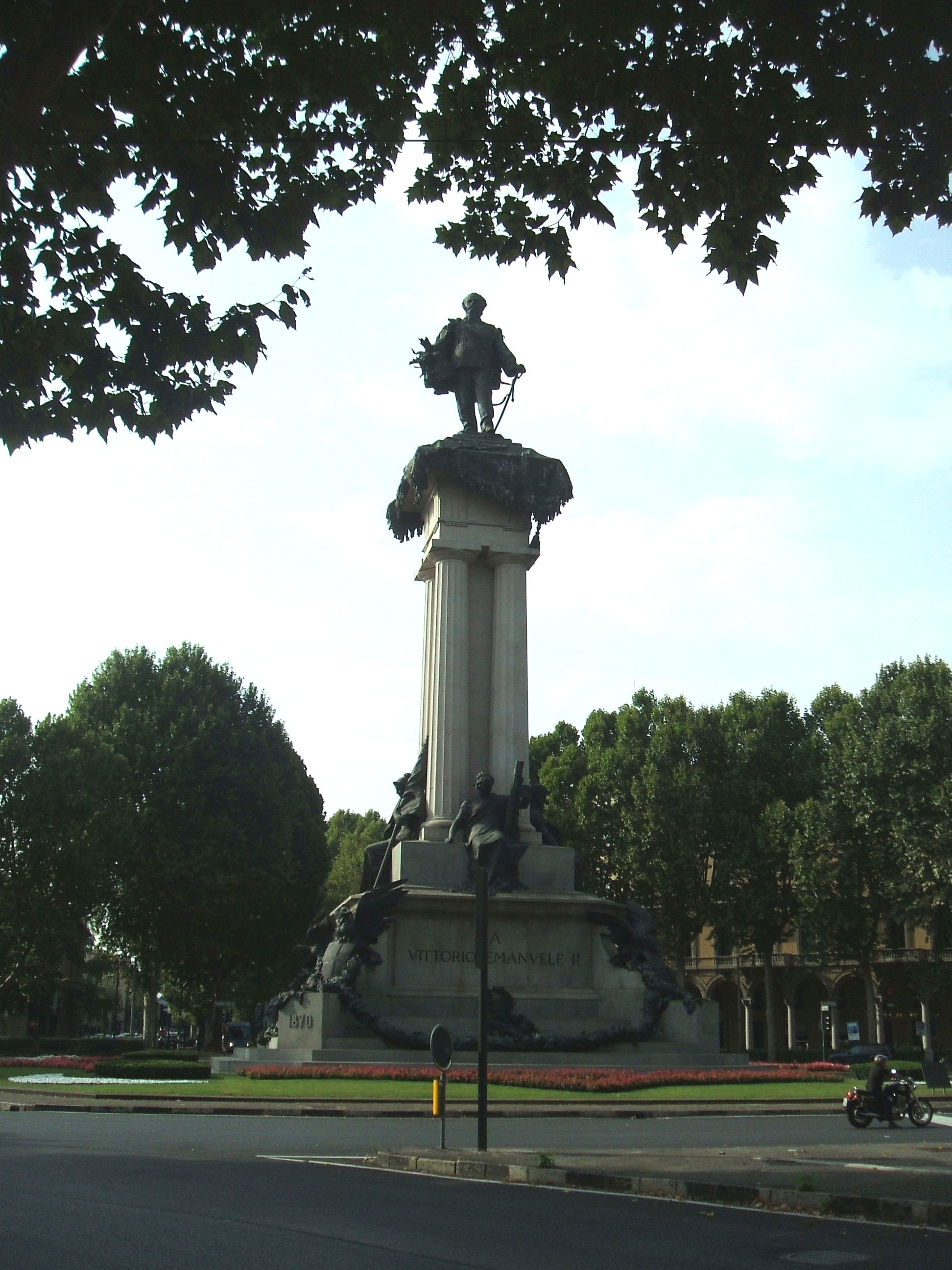
Denkmal für König Viktor Emanuel in Turin

Pietro Costa studierte an der Accademia Ligustica di Belle Arti in Genua, insbesondere Bildhauerei bei Santo Varni, und erhielt zahlreiche Auszeichnungen. Nach Abschluss seines Studiums erhielt er 1871 ein Stipendium, mit dem er sich in Florenz und in Rom weiterbildete. In Rom schuf er 1878 die Statue von König Viktor Emanuel II. für das Consiglio Provinciale in Rom. 1879 gewann er einen Wettbewerb für das Denkmal für König Viktor Emanuel in Turin und erhielt den Auftrag zur Ausführung mit der Maßgabe, das Denkmal binnen sieben Jahren abzuliefern. Als er nach 20 Jahren noch nicht geliefert hatte, wurde das unfertige Werk eingezogen, von anderen Bildhauern fertiggestellt und im September 1899 enthüllt. Costa hatte für diesen Auftrag Wohnsitz in Turin genommen. In seiner Turiner Zeit entstanden auch das Denkmal für  Giuseppe Mazzini (1882) in Genua, das Grabmal Noceti auf dem Monumentalfriedhof Staglieno, eine Statue Francesco Redis für die Kolonnade der Uffizien in Florenz und St. Jacobus für die Fassade der Kathedrale von Florenz.
Gleichzeitig lieferte er auch nach Süd- und Mittelamerika; so ein Denkmal des Generals Juan Lavalle in Buenos Aires wie auch ein Denkmal für das Junta-Mitglied Mariano Moreno (1877) in Moreno in Argentinien und ein Denkmal des Bischofs Apolinar Serrano für sein Grabmal in der Kathedrale San Cristóbal in Havanna auf Kuba.
Pietro Costa verstarb kurz nach dem Turiner Debakel angegriffen in Rom und wurde in Celle Ligure bestattet.